# Басанавичюс, Йонас
Йо́нас Басана́вичюс (Иван Юрьевич Басанович лит. Jonas Basanavičius, пол. Jan Basanowicz, 11 [23] ноября 1851, Ожкабаляй, Августовская губерния — 16 февраля 1927, Вильно) — литовский историк, фольклорист, публицист, общественный деятель; патриарх литовского национального возрождения. Пользовался псевдонимами и криптонимами A. B., Bassianis, Birsztonas, J. Sapalius и др.

## Биография
Из зажиточной крестьянской семьи. Учился в начальной школе в Лукшах,  в Мариямпольской городской гимназии (1866—1873), окончив которую захотел продолжать учёбу дальше, вопреки желанию отца, желавшего, чтобы Басанавичюс поступил в семинарию и стал священником. С несколькими рублями денег Басанавичюс отправился в Москву, где был зачислен на историко-филологический факультет Московского университета и проучился там один семестр 1873/1874 учебного года. Осенью 1874 года получил стипендию для обучения на медицинском факультете Московского университета, куда перешёл и который окончил (1879) со степенью лекаря.
Участвовал в создании Литовского литературного общества (1879).
В 1879—1882 служил врачом и заведующим больницей в Лом-Паланке (Болгария). В 1882—1884 совершенствовался в Праге и Вене. В 1891 году получил гражданство Болгарии.
Стал учредителем, был редактором и одним из активных сотрудников первой литовской общественно-литературной газеты «Аушра» («Aušra», «Заря»). В 1884—1905 работал в больницах Варны и других городов Болгарии, участвовал в деятельности Болгарской демократической партии и (до 1911 г.) в Болгарском литературном обществе.
В печати участвовал с 1885. Публиковал труды и статьи по истории литовцев, по археологии, этнографии, истории культуры, отдельным разделам языкознания, по литовскому фольклору. Издавал материалы к биографиям литовских писателей, их воспоминания, эпистолярное наследие, а также сборники литовского фольклора. Сотрудничал во многих литовских периодических изданиях («Вильняус жиниос», «Вильтис» и др.), также в болгарских газетах и литовской газете на польском языке «Litwa», в русских и немецких научных изданиях.
В 1905 обосновался в Вильне. По его инициативе созван съезд литовцев в Вильне 21—22 ноября (4—5 декабря) 1905, на заседаниях которого Басанавичюс председательствовал. По его инициативе было учреждено Литовское научное общество (1907), председателем которого он оставался до смерти. Редактировал издания общества «Lietuvių tauta» («Литовский народ»). 17 августа 1914 года вместе с С. Шилингасом и Д. Малинаускасом подписал Янтарную декларацию, в которой заявил о верности литовского народа Российской империи в Первой мировой войне.
Подписал акт восстановления литовской государственности (16 февраля 1918 г.). Умер в контролируемой Польшей Вильне и был торжественно похоронен на кладбище Расу.

### Избранные труды
- Apie senovės Lietuvos pylis. — Tilžė, 1891.
- Etnologiškos smulkmenos. — Tilžė, 1893.
- Lietuviszkai-trakiszkos studijos. — Šenandoras, 1898.
- Apie trakų prygų tautystę ir jų atsikėlimą Lietuvon. — Vilnius, 1921.
- Iš Trakų ir lietuvių mytologijos smulkmenos. — Vilnius, 1921.
- Rinktiniai raštai («Избранные сочинения»). — Vilnius: Vaga, 1970.

## Признание
Из-за значения Йонаса Басанавичюса в истории литовского национального возрождения и совпадения даты его смерти с днём восстановления литовской государственности в советские годы у могилы в годовщины смерти и дни поминовения усопших демонстративно чтилась его память и таким образом отмечалась запретная дата 16 февраля.
Именем Басанавичюса названы улицы в городах Литвы и улица «Доктор Иван Басанович» в Варне. Он был изображён на банкноте достоинством в 50 литов, а также на серебряной монете достоинством 5 литов, выпущенной в 1936 году. Памятники Басанавичюсу установлены в центре Вильнюса и в некоторых других городах страны.